# Schoenoplectiella supina
Schoenoplectiella supina är en halvgräsart som först beskrevs av Carl von Linné, och fick sitt nu gällande namn av Kaare Arnstein Lye. Schoenoplectiella supina ingår i släktet Schoenoplectiella och familjen halvgräs. Inga underarter finns listade i Catalogue of Life.